# F. A. Mitchell-Hedges
Frederick Albert Mitchell-Hedges (Londres, 22 de octubre de 1882 - Newton Abbot, 12 de junio de 1959) fue un aventurero, explorador, viajero y escritor inglés.
Mitchell-Hedges es conocido por su conexión con la calavera de cristal de Mitchell-Hedges, que se afirma que fue encontrada con su hija adoptiva Anna Mitchell-Hedges en 1924 en el yacimiento de Lubaantún, en Honduras Británica (actual Belice). La evidencia de archivo muestra que el anciano Mitchell-Hedges compró el cráneo de cristal en una subasta en el Sotheby's en 1943, y otros de sus hallazgos también han sido puestos en duda.

## Biografía
En 1924, afirmó que su hija adoptiva Anna Mitchell-Hedges, quien lo acompañó al yacimiento maya de Lubaantún en Belice, descubrió allí un cráneo de cristal. En 1930, el estadounidense George Gustav Heye, empresario y coleccionista de objetos nativos americanos, financió una expedición a la Costa de Mosquitos en busca de la mítica Ciudad Blanca. Confió su gestión a Frederick Mitchell-Hedges. Durante esta primera expedición, este cayó gravemente enfermo, aquejado de disentería y de un ataque de malaria. Recuperado, regresó a Estados Unidos con más de mil objetos supuestamente arqueológicos y afirmó que las poblaciones locales le hablaron de una ciudad abandonada donde se levantaría una gigantesca estatua de un mono a la que llamarían la Ciudad Perdida del Dios Mono. Luego, Heye le confió la responsabilidad de una segunda expedición a la zona, pero Mitchell-Hedges se contentó con explorar las islas frente a las costas hondureñas, donde descubre estatuas de piedra que afirma ser vestigios de la Atlántida.
Mitchell-Hedges disfrutaba exagerando y contando historias dramáticas de sus viajes, que generalmente incluían escapar de las garras de la muerte a manos de "salvajes" o de animales de la jungla que iban desde un jaguar hasta una iguana que atacaba despiadadamente. En sus escritos posteriores, afirmaría haber luchado junto a Pancho Villa, haber trabajado como agente secreto de Estados Unidos durante la Primera Guerra Mundial o haber buscado monstruos marinos en el Océano Índico con el hijo de Conan Doyle.